# Rockslide
Rockslide, il cui vero nome è Santo Vacarro, è un personaggio dei fumetti, creato da Nunzio DeFilippis, Christina Weir (testi) e Keron Grant, Carlo Barberi, Khary Randolph (disegni), pubblicato dalla Marvel Comics.

## Biografia del personaggio
Santo è un ragazzo mutante italo-statunitense con la pelle rocciosa che venne iscritto all'Istituto degli X-Men, là fece amicizia con Julian Keller e con il resto dei componenti di allora dei Satiri.
La sua tutor era Emma Frost, durante l'anno con la sua squadra Satiri vinse il torneo della scuola e alla fine dell'anno ottennero la coppa.
Julian invitò la squadra a passare le vacanze da lui, Santo accettò ma all'aeroporto a causa della sua mutazione vennero fermati dalle guardie dell'aeroporto.
Julian usò i contatti dei suoi genitori per farli procedere e questi decisero di toglierlo dal loro testamento.
Allora conobbero Kingmaker che sfruttò i suoi contatti per far diventare Santo un wrestler professionista, il suo sogno.
Quando però scoprirono che Kingmaker era un criminale, lo sconfissero.

### Decimation
Santo è uno dei pochi mutanti che hanno ancora i suoi poteri, ha dovuto contrastare i purificatori del reverendo Stryker e Nimrod che minacciava Forge.

## Poteri e abilità
Rockslide ha il corpo composto interamente di roccia, il che gli dona una forza e una resistenza sovraumane, inoltre può staccare parti del suo corpo così da poterle scagliare contro gli avversari. Il suo stile di combattimento è simile a quello di un wrestler.
Le capacità e l'aspetto di Rockslide si sono evolute nel corso delle narrazioni, inizialmente molto simile alla Cosa dei Fantastici Quattro, mostrò dapprincipio la capacità di scagliare i propri pugni od avambracci contro gli avversari, per poi riattaccarli al proprio corpo.
In seguito, durante lo scontro con Nimrod, Rockslide fu duramente danneggiato tanto da non riuscire a riformarsi. Satiro usò il suo potere telecinetico per rimettere insieme il corpo roccioso dell'amico, che da allora assunse un aspetto molto più spigoloso e massiccio.
Successivamente durante la miniserie "Quest for Magik", ambientata nella dimensione del Limbo, Rockslide finì in frantumi, ma ebbe la capacità di ricomporsi nella forma di una specie di "golem di lava" resistente alla magia.
Inoltre dopo la sua avventura nel limbo ha manifestato la capacità di farsi esplodere e ricomporsi con qualsiasi materiale (come dimostrato con un esperimento condotto dal Dr McCoy che consisteva nel distruggere il corpo di Santo e costringerlo a ricomporsi con i resti rocciosi o con altri materiali presenti in zona)
Ed è proprio il dr. McCoy a teorizzare che Santo non sia altro che un'entità psionica in grado di controllare un golem di qualsiasi materiale roccioso come proprio corpo.

## Altri media

### Televisione
- In Wolverine e gli X-Men, Rockslide fa una breve apparizione nel primo episodio della serie animata (Il senno di poi (prima parte)) ed è mostrato tra i mutanti catturati dalla Mutant Response Division e che poi vengono liberati da Wolverine e Bestia.
- Il personaggio appare anche nell'anime Disk Wars: Avengers.